# Chreschtschatyk (Tscherniwzi)
Chreschtschatyk (ukrainisch Хрещатик; russisch Крещатик Kreschtschatik, rumänisch Crişceatec, polnisch Krisczatek, deutsch (bis 1918) Kryszczatek) ist ein Dorf in der Bukowina im Norden der ukrainischen Oblast Tscherniwzi mit etwa 750 Einwohnern (2024).
Das auf 274 m Höhe gelegene Dorf liegt am Ufer des Dnister am gegenüberliegenden Flussufer der Stadt Salischtschyky in der Oblast Ternopil. Oberhalb des Dorfes liegt das Kloster Chreschtschatyk (Монастир «Хрещатик») aus dem 17. Jahrhundert.
Durch die Ortschaft führt die Fernstraße M 19 und die Territorialstraße T–26–16.
Die Entfernung zum südöstlich gelegenen ehemaligen Rajonzentrum Sastawna beträgt 15 km, das Oblastzentrum Czernowitz liegt 45 km südöstlich von Chreschtschatyk.
Am 31. Mai 2019 wurde das Dorf ein Teil neu gegründeten Landgemeinde Kadubiwzi im Rajon Sastawna, bis dahin bildete es die Landratsgemeinde Chreschtschatyk (Хрещатицька сільська рада/Chreschtschatyzka silska rada) im Norden des Rajons.
Seit dem 17. Juli 2020 ist der Ort ein Teil des Rajons Tscherniwzi.

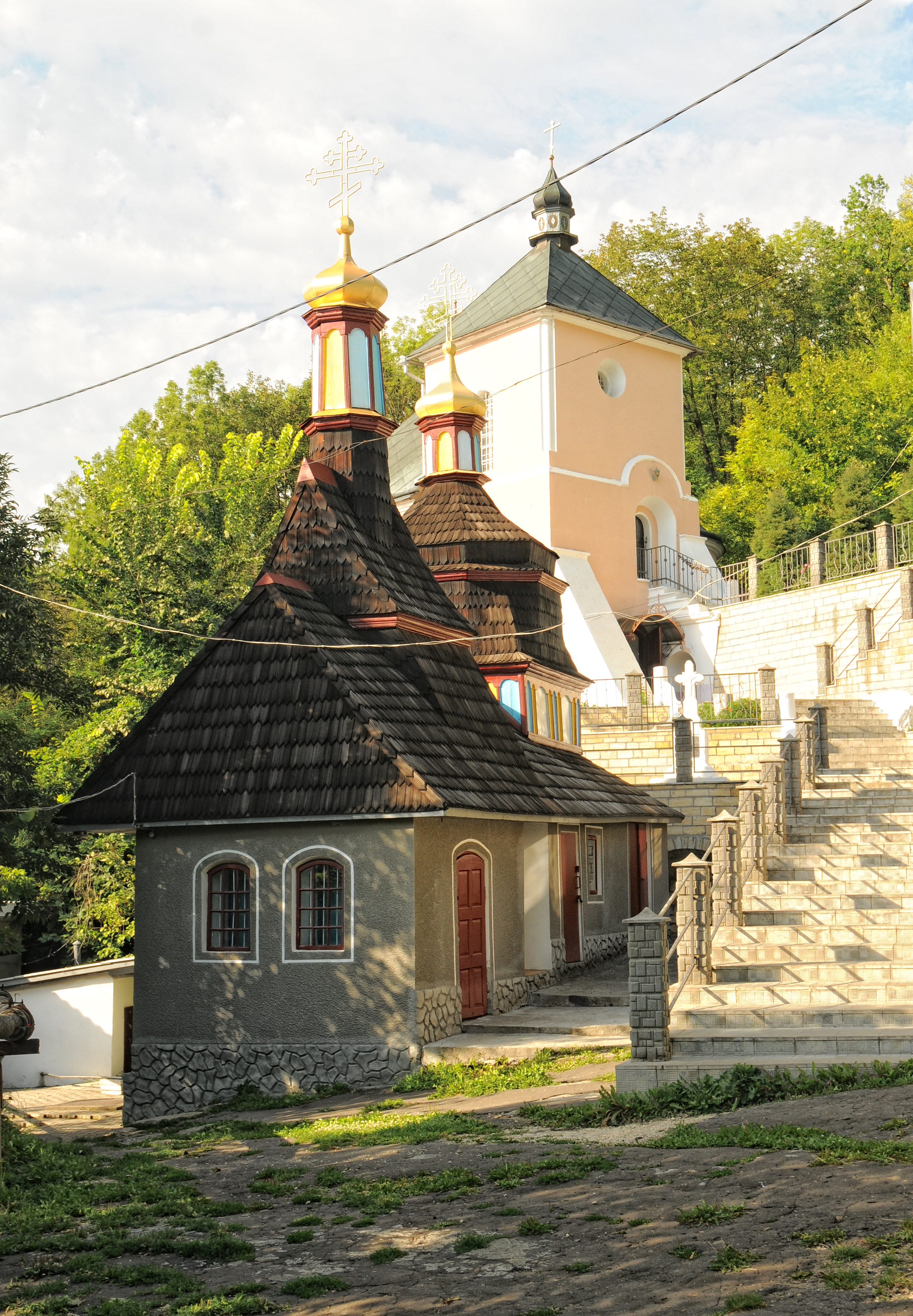
Kirche an der zum Kloster führenden Treppe
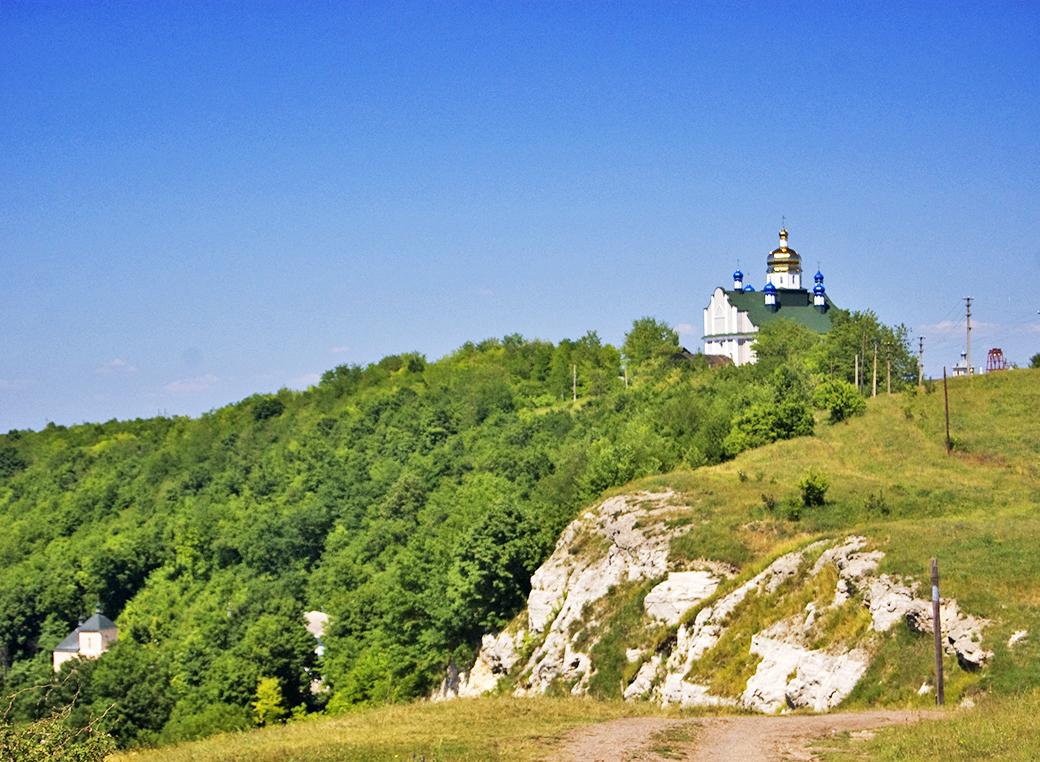
St-Johannes der Evangelist-Kirche des Klosters Chreschtschatyk
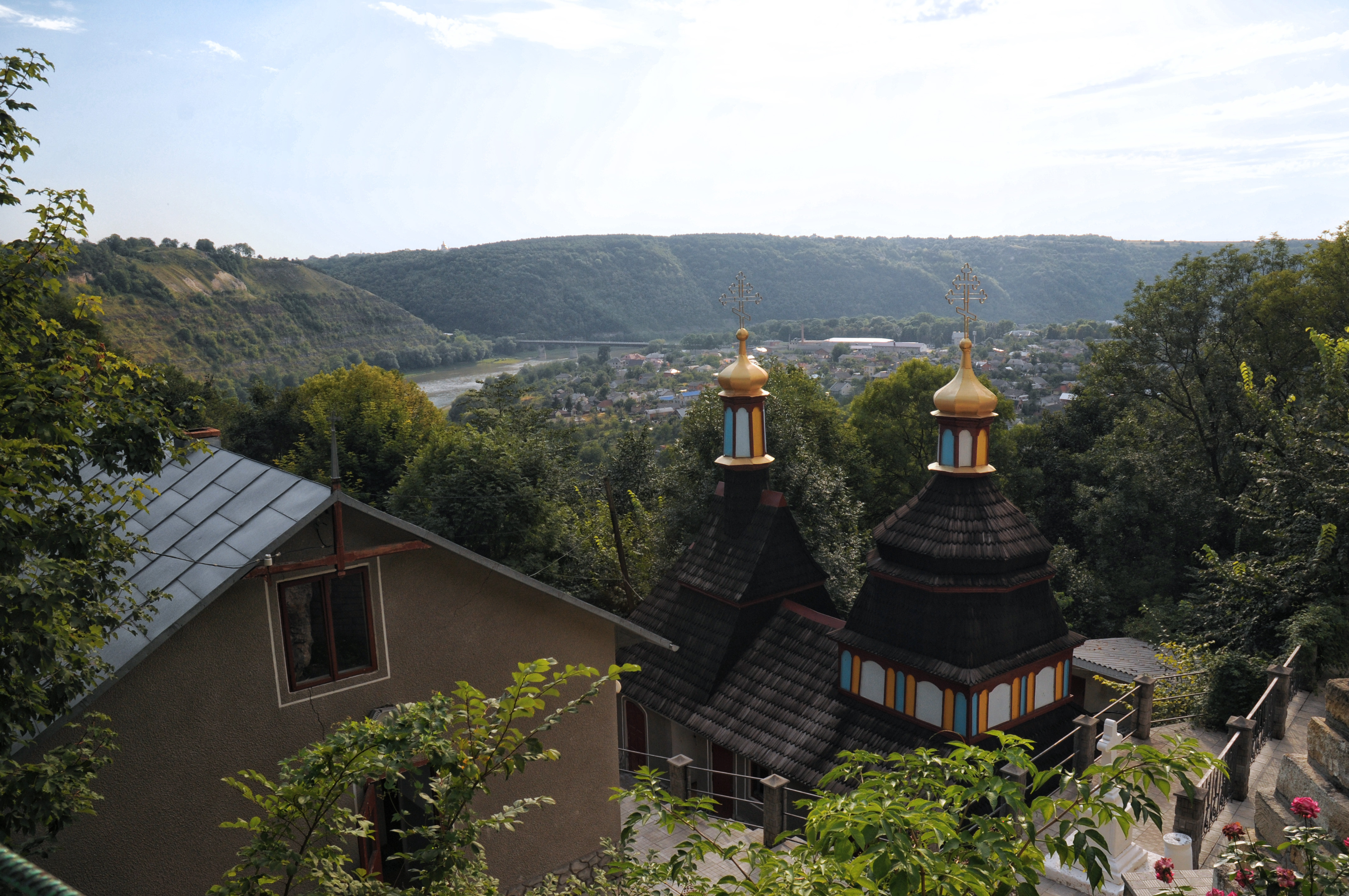
Blick vom Kloster auf am Nordufer des Dnisters gelegene Stadt Salischtschyky